# ルリコノハドリ
ルリコノハドリ（学名 Irena puella）は、鳥類スズメ目ルリコノハドリ科ルリコノハドリ属の1種である。

## 分布
インド、スリランカ、インドネシアの熱帯雨林

## 生態
樹木の枝に小枝を積み周囲を苔で覆った巣を作る。中には植物の根や葉を敷いている。造巣は雌のみが行う。1腹2個の卵を産み、抱卵は雌のみが行う。

## 分類
ルリコノハドリ科 Irenidae に属する。この科はかつてはコノハドリ属などを含んでいたためコノハドリ科と呼ばれていたが、現在はコノハドリ科 Chloropseidae は別科である。